# Sztarokadomszkij-sziget
A Sztarokadomszkij-sziget (oroszul: Остров Старокадомского) egy homokóra alakú sziget a Laptyev-tengeren, a Szevernaja Zemlja szigetcsoport tagja, Oroszországban az Arktisz területén. A Sztarokadomszkij-sziget hossza 18, szélessége 7 kilométer. Maga a sziget a Vilkickij-szoros keleti végénél van, délről a Kis-Tajmir-sziget fekszik hozzá legközelebb, míg északra a Bolsevik-sziget található.

## Fordítás
- Ez a szócikk részben vagy egészben  a   Starokadomsky Island című angol Wikipédia-szócikk fordításán alapul.  Az eredeti cikk szerkesztőit annak laptörténete sorolja fel. Ez a jelzés csupán a megfogalmazás eredetét és a szerzői jogokat jelzi, nem szolgál a cikkben szereplő információk forrásmegjelöléseként.